# En avant la zizique… et par ici les gros sous
En avant la zizique... et par ici les gros sous est un essai de Boris Vian paru en 1958, et décryptant sur un ton mi-pédagogique, mi-pamphlétaire le fonctionnement du monde de la chanson.

## Contexte de la création
Alors que Boris Vian exerce des fonctions de directeur artistique dans deux maisons de disques, Philips puis Fontana, il est sollicité par France Roche, qui travaillait alors aux éditions Amiot pour écrire un livre sur un sujet de son choix. Hésitant sur le sujet, mais ayant encaissé l'avance, Boris Vian sollicite un de ses anciens voisins de palier, le romancier Yves Gibeau, pour lancer une grande enquête sur la critique de variétés et rédiger ensemble l'ouvrage. Celui-ci envoie une série de questionnaires aux artistes les plus connus du music-hall, mais ne s'engage pas plus en avant dans la rédaction, et Boris Vian rédige donc seul le livre.

## Contenu
Boris Vian défend dans cet essai sa haute opinion de la chanson de variété. Ayant écrit lui-même plus de 500 textes de chansons, et étant un critique « averti et perspicace », il y milite sans concession pour la bonne chanson, tout en dénonçant « les abus, les déviances, les pressions exercées, la vulgarité ».
Le livre décrit tour à tour le rôle de chaque intervenant dans la chaîne de production de la chanson : l'auteur versus le parolier, le compositeur versus le musiquier, l'interprète versus l'exécutant, l'accompagnateur, les éditeurs, les techniciens s'occupant de l'enregistrement, la radio et ses disc jockeys, le public et les critiques, et se décline en « théorèmes » qui émaillent les différents chapitres.
Ainsi, au chapitre 5 (« Les éditeurs », sous-titré « Tempo di piratissimo »), se trouve le « Troisième théorème de Vian », ainsi énoncé :

« Du fait qu'il dispose de deux organes récepteurs que l'on nomme les oreilles, l'éditeur s'estime qualifié pour juger le travail d'un organe producteur, le cerveau. Il devra d'abord démontrer qu'il possède un cerveau. »

## Réception
Boris Vian est conscient qu'il prend le risque de déplaire à sa direction, mais fatigué par ses problèmes de santé, il souhaite mettre fin à son contrat chez Fontana. Toutefois les directions de Philips et de Fontana se déclarent flattées de compter parmi leurs troupes une personne ayant porté tant de casquettes dans le métier, et capable de réflexion sur la profession. Le livre connait d'ailleurs un franc succès, du moins au sein même de ces maisons d'édition.
Appartenant aux anciennes collections Aristophil, le manuscrit autographe d'En avant la zizique fut présenté aux enchères le 16 novembre 2018 (collection Aristophil, vente n°12, lot n°636). Il fut a cette occasion préempté par la Bibliothèque Nationale de France pour la somme de 27000 euros (sans les frais).